# Lovely Day
Singles de Bill Withers
Close to Me
(1977) Lovely Night for Dancing
(1978)
Lovely Day est une chanson du chanteur américain Bill Withers. Elle est sortie en septembre 1977 chez Columbia Records en tant que premier single de l'album Menagerie paru un mois plus tard. La chanson est écrite et composée par Bill Withers et Skip Scarborough (en).
Vers la fin du morceau, Bill Withers tient une note pendant 18 secondes, l'une des plus longues jamais enregistrées sur une chanson,,. En 2021, Lovely Day est classée à la 402e place du « Top 500 des meilleures chansons de tous les temps » établi par le magazine Rolling Stone.

## Liste des titres
| A. | Lovely Day                  | 3:46 |
| B. | It Ain't Because of Me Baby | 3:31 |

## Crédits
- Bill Withers – chant
- Clarence McDonald (en) – claviers
- Ray Parker Jr. – guitare
- Jerry Knight (en) – guitare basse
- Russ Kunkel – batterie, percussion à main
- Ralph MacDonald – percussion
- Charles Veal – premier violon

## Classements et certifications
| Classement (1977–78)               | Meilleure position |
| ---------------------------------- | ------------------ |
| Canada (Top Singles)               | 23                 |
| Canada (Adult Contemporary Tracks) | 44                 |
| États-Unis (Hot 100)               | 30                 |
| États-Unis (Hot Soul Singles)      | 6                  |
| États-Unis (Easy Listening)        | 25                 |
| États-Unis (Cash Box Top 100)      | 23                 |
| Pays-Bas (Nederlandse Top 40)      | 24                 |
| Pays-Bas (Nationale Hitparade)     | 24                 |
| Royaume-Uni (UK Singles Chart)     | 7                  |

| Classement (1987–88)                                     | Meilleure position |
| -------------------------------------------------------- | ------------------ |
| Irlande (IRMA)                                           | 7                  |
| Nouvelle-Zélande (RMNZ)                                  | 29                 |
| Royaume-Uni (UK Singles Chart)                           | 92                 |
| Royaume-Uni (UK Singles Chart) Lovely Day (Sunshine Mix) | 4                  |

| Classement (1978)    | Position |
| -------------------- | -------- |
| Canada (Top Singles) | 173      |
| Royaume-Uni (OCC)    | 85       |

| Classement (1988) | Position |
| ----------------- | -------- |
| Royaume-Uni (OCC) | 88       |

### Certifications
| Région                                   | Certification | Ventes/Streams |
| ---------------------------------------- | ------------- | -------------- |
| Australie (ARIA)                         | Platine       | 70 000‡        |
| Danemark (IFPI)                          | Or            | 45 000‡        |
| Italie (FIMI) ventes depuis 2009         | Or            | 35 000‡        |
| Royaume-Uni (BPI)                        | 2 × Platine   | 1 200 000‡     |
| ‡ventes/streaming selon la certification |               |                |

## Dans la culture populaire
- 2010 : 127 heures
- 2016 : Comme des bêtes
- 2017 : Le Sens de la fête
- 2017 : Snowfall

## Version de The Soul System
Singles de The Bodyguard: Original Soundtrack Album
I Will Always Love You
(1992) Someday (I'm Coming Back) (en)
(1992)
La chanson est notamment reprise par le groupe américain de R&B et de dance music The Soul System (en) avec Michelle Visage, et a été incluse dans la bande originale du film The Bodyguard de 1992, avec Whitney Houston et Kevin Costner. Cette version, essentiellement rap, s'intitule It's Gonna Be a Lovely Day et est sortie en novembre 1992 comme deuxième extrait de la bande originale.
Elle atteint la 34e place du Billboard Hot 100 aux États-Unis et la 17e place du UK Singles Chart.

## Autres reprises et échantillons
Lovely Day a également été reprise et échantillonnée de nombreuses fois depuis l'enregistrement original de Bill Withers.
Parmi les plus notables, on peut citer la reprise du groupe pop britannique Central Line (en) qui figure sur leur album Choice de 1983 ; cette version a atteint la 81e place du UK Singles Chart.
Il en existe plus d'une centaine de reprises dont celles de Georgie Fame, Clarence Carter, Shakatak, Diana Ross, Luther Vandross, Billy Crawford et José James, mais également celles de Mike Francis, Kirk Franklin, ou encore Tupac Shakur[réf. nécessaire].
En 2010, le rappeur américain LL Cool J sample la chanson dans son single LLovely Day. Le groupe de rock britannique Alt-J a repris la chanson sur son album This Is All Yours de 2014, en tant que morceau bonus. T.W.D.Y et Too Short samplent Lovely Day, dans Playa's Holiday.

## Utilisation dans les médias
Sauf indication contraire, les informations mentionnées dans cette section peuvent être confirmées par la base de données cinématographiques IMDb,  présente dans la section « Liens externes ».
Différentes interprétations de la chanson sont régulièrement utilisées dans les films et séries.
- En 1990, dans Barumbado (en)
- En 1996, dans Moesha
- En 2001, dans Coup de peigne
- En 2005, dans La fièvre du roller
- En 2006, dans Tout le monde déteste Chris, L'école des dragueurs, Hoot
- En 2009, dans le jeu vidéo Tony Hawk: Ride
- En 2010, la chanson est présente sur la bande originale de 127 Hours,
- En 2011, dans Mais comment font les femmes?
- En 2014, dans Scandal
- En 2016, dans Comme des bêtes,
- En 2017, dans Loudermilk, Bull, Girls Trip
- En 2018, dans Famalam (en)
- En 2019, dans After Life, Comme des bêtes 2, Pose
- En 2020, dans Good Doctor
- En 2021, dans Le genou d'Ahed, Nos pires amis (en), Les Aventures de Flora et Ulysse
- En 2022, dans Madea: Retour en Fanfare,
- En 2023, dans The Horror of Dolores Roach (en),
- En 2024, dans L'Heureuse Élue.